# Setzin
Setzin – część gminy (Ortsteil) Toddin w Niemczech, w kraju związkowym Meklemburgia-Pomorze Przednie, w powiecie Ludwigslust-Parchim, w Związku Gmin Hagenow-Land. Do 25 maja 2019 samodzielna gmina. 